# Abadijja
Abadijja – niezagospodarowane ziemie w nowożytnym Egipcie, przekazywane osobom z okresem ulg podatkowych wynikających z zagospodarowania nieuprawianego terenu. 
Pod koniec panowania Muhammada Alego ziemie tego typu oraz cziftliki były powstającymi, nowymi rodzajami majątków ziemskich. Od roku 1842 właściciele abadijji posiadali już pełne prawo własności ziemi i mogli uczynić z tym terenem, co chcieli. Wykup kilku abadijji przez jedną osobę często doprowadzał do utworzenia znacznych majątków ziemskich, nowo powstałej grupy możnych.